# Bromus arvensis
Il forasacco dei campi (Bromus arvensis L., 1753 è una pianta angiosperma monocotiledone appartenente alla famiglia Poaceae (o Gramineae, nom. cons.), sottofamiglia Pooideae ex Graminaceae).

## Etimologia
Il nome generico (bromus) deriva dalla lingua greca ed è un nome antico per l'avena. L'epiteto specifico (arvensis) significa "dei campi", e fa riferimento al suo habitat tipico.
Il nome scientifico della specie è stato definito da Linneo (1707 – 1778), biologo e svedese considerato il padre della moderna classificazione scientifica degli organismi viventi, nella pubblicazione "Species Plantarum - 1: 77" del 1753.

## Descrizione

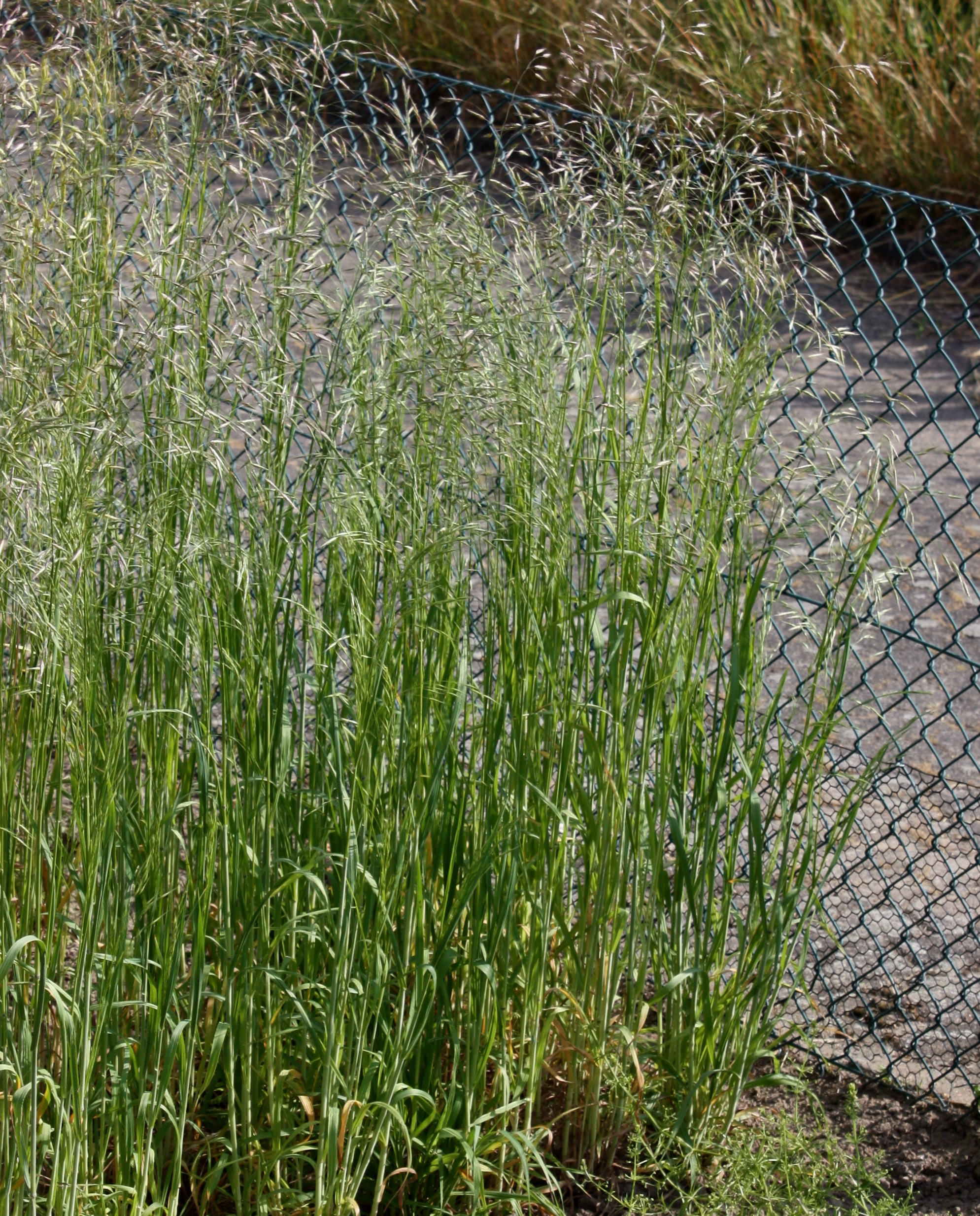
Il portamento

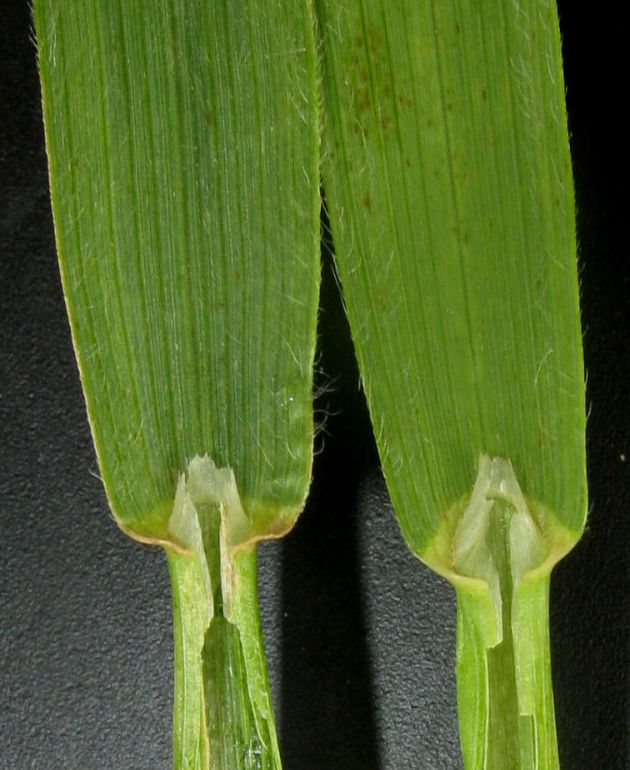
Le foglie

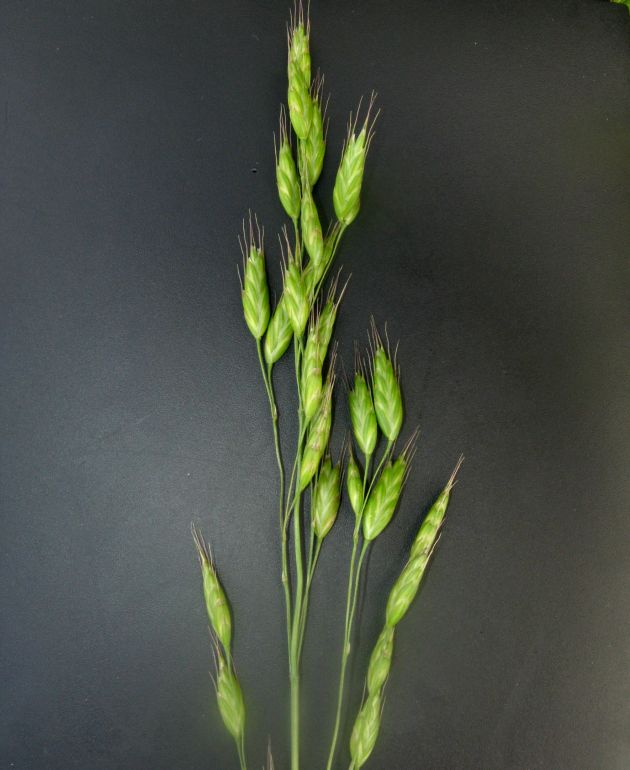
Infiorescenza

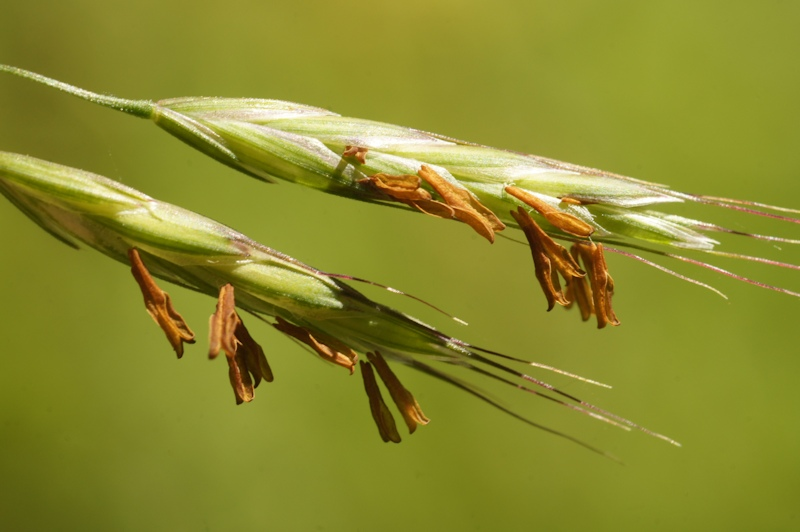
I fiori

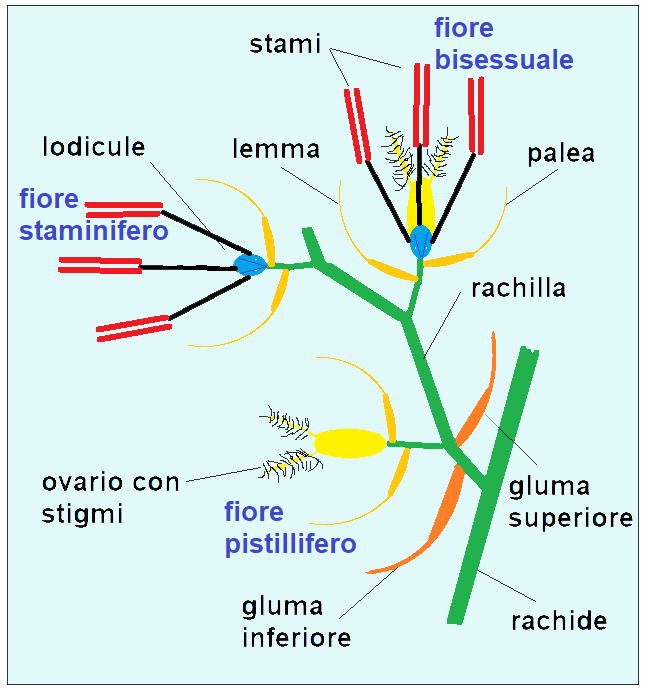
Spighetta generica con tre fiori diversi

Queste piante arrivano ad una altezza di 2 - 8 dm (massimo 10 - 11 dm). La forma biologica è terofita scaposa (T scap), ossia in generale sono piante erbacee che differiscono dalle altre forme biologiche poiché, essendo annuali, superano la stagione avversa sotto forma di seme e sono munite di asse fiorale eretto e spesso privo di foglie.

### Radici
Le radici sono per lo più fascicolate; a volte sono secondarie da rizoma.

### Fusto
I culmi sono cavi a sezione più o meno rotonda e sottile. Il portamento in genere è eretto e ascendente. I culmi possono essere fascicolati; nella parte apicale sono lungamente nudi.

### Foglie
Le foglie lungo il culmo sono disposte in modo alterno, sono distiche e si originano dai vari nodi. Sono composte da una guaina, una ligula e una lamina. Le venature sono parallelinervie. Non sono presenti i pseudopiccioli e, nell'epidermide delle foglia, le papille.
- Guaina: la guaina è abbracciante il fusto e priva di auricole (o raramente auricolate); i margini della guaina a volte sono fusi (connati). La pubescenza è breve, appressata o più o meno patente.
- Ligula: la ligula è membranosa e a volte cigliata; gli apici possono essere sfrangiati. Lunghezza della ligula: 1 - 2,5 mm.
- Lamina: la lamina ha delle forme generalmente lineari e piatte. Dimensioni della lamina: larghezza 4 – 6 mm; lunghezza 10 – 20 cm.

### Infiorescenza
Infiorescenza principale (sinfiorescenza o semplicemente spiga): le infiorescenze, ascellari e terminali, in genere sono ramificate (oppure no) e sono formate da alcune spighette aristate (5 - 8) ed hanno la forma di una pannocchia sottile e allungata con rami eretti. A fioritura completata i rami sono patenti in tutte le direzioni. La fillotassi dell'inflorescenza inizialmente è a due livelli, anche se le successive ramificazioni la fa apparire a spirale. Lunghezza della pannocchia: 1 - 3 dm.

### Spighetta
Infiorescenza secondaria (o spighetta): le spighette, lungamente pedicellate, compresse lateralmente, sottese da due brattee distiche e strettamente sovrapposte chiamate glume (inferiore e superiore), sono formate da 5 a 11 fiori. Possono essere presenti dei fiori sterili; in questo caso sono in posizione distale rispetto a quelli fertili. Alla base di ogni fiore sono presenti due brattee: la palea e il lemma. La disarticolazione avviene con la rottura della rachilla tra i fiori o sopra le glume. Le spighette sono screziate di violetto. Lunghezza delle spighette: 15 – 25 mm.
- Glume: le glume hanno gli apici acuminati o mucronati; sono subuguali e più corte delle spighette; sono carenate; la superficie è percorsa longitudinalmente da 5 - 9 venature. Lunghezza delle glume: inferiore 3,5 - 4,5 mm; superiore 5 – 6 mm.
- Palea: la palea è un profillo con alcune venature; può essere cigliata.
- Lemma: l'apice del lemma varia da intero a bidentato; può essere presente una insenatura appena sotto l'apice; le venature sono convergenti distalmente. Il lemma ha una resta apicale che rimane diritta anche a maturità. Le venature sono 7. Lunghezza del lemma: 7 mm. Lunghezza della resta: 7 – 8 mm.

### Fiori
I fiori fertili sono attinomorfi formati da 3 verticilli: perianzio ridotto, androceo  e gineceo.
- Formula fiorale:[7]

*, P 2, A (1-)3(-6), G (2–3) supero, cariosside.
- Il perianzio è ridotto e formato da due lodicule, delle squame traslucide, poco visibili (forse relitto di un verticillo di 3 sepali). Le lodicule sono membranose e non vascolarizzate.
- L'androceo è composto da 3 stami ognuno con un breve filamento libero, una antera sagittata e due teche. Le antere sono basifisse con deiscenza laterale e sono lunghe 1/2 (o più) dei rispettivi lemmi (3 - 4,5 mm). Il polline è monoporato.
- Il gineceo è composto da 3-(2) carpelli connati formanti un ovario supero. L'ovario, pubescente all'apice, ha un solo loculo con un solo ovulo subapicale (o quasi basale). L'ovulo è anfitropo e semianatropo e tenuinucellato o crassinucellato. Lo stilo, che si origina dal lato abassiale dell'ovario, è breve con due stigmi papillosi e distinti.

### Frutti
I frutti sono del tipo cariosside, ossia sono dei piccoli chicchi indeiscenti colorati di marrone scuro, con forme ovoidali, nei quali il pericarpo è formato da una sottile parete che circonda il singolo seme. In particolare il pericarpo è fuso al seme ed è aderente. L'endocarpo non è indurito e l'ilo è lungo e lineare. L'embrione è piccolo e provvisto di epiblasto ha un solo cotiledone altamente modificato (scutello senza fessura) in posizione laterale. I margini embrionali della foglia non si sovrappongono.

## Biologia
Come gran parte delle Poaceae, le specie di questo genere si riproducono per impollinazione anemogama. Gli stigmi più o meno piumosi sono una caratteristica importante per catturare meglio il polline aereo.
La dispersione dei semi avviene inizialmente a opera del vento (dispersione anemocora) e una volta giunti a terra grazie all'azione di insetti come le formiche (mirmecoria). In particolare i frutti di queste erbe possono sopravvivere al passaggio attraverso le budella dei mammiferi e possono essere trovati a germogliare nello sterco.

## Tassonomia
La famiglia delle Poacee comprende circa 800 generi e oltre 9.000 specie. È una delle famiglie più numerose e più importanti del gruppo delle monocotiledoni. La famiglia è suddivisa in 12 sottofamiglie, il genere Bromus fa parte della sottofamiglia Pooideae.

### Filogenesi
La tribù Bromeae fa parte della supertribù Triticodae T.D. Macfarl. & L. Watson, 1982. La supertribù Triticodae comprende tre tribù: Littledaleeae, Hordeeae e Bromeae. All'interno della supertribù, la tribù Bromeae forma un "gruppo fratello" con la tribù Hordeeae.
Le specie di Bromus della flora spontanea italiana sono suddivisi in tre gruppi distinti: Festucaria G. et G., Anisantha Koch e Bromus s.s. La specie di questa voce appartiene al gruppo Bromus s.s. Il ciclo biologico delle piante di questo gruppo è annuo con un aspetto molto diverso dalle specie del genere Festuca. A maturità le spighette si restringono all'apice ed hanno delle reste caratteristiche (allargate). Le nervature delle due glume (con forme ovate lunghe 3,5 – 9 mm) sono diverse: quella inferiore ha 3 nervature; quella superiore è 7 - 9 nervature. La resta dei lemmi (con forme ovato-lanceolate) è dorsale.
Il numero cromosomico delle specie B. arvensis è: 2n = 14.

### Variabilità
La specie di questa voce è variabile. Qui di seguito sono indicate alcune sottospecie e varietà (non sempre riconosciute valide da altre checklist).

#### Sottospeciearvensis

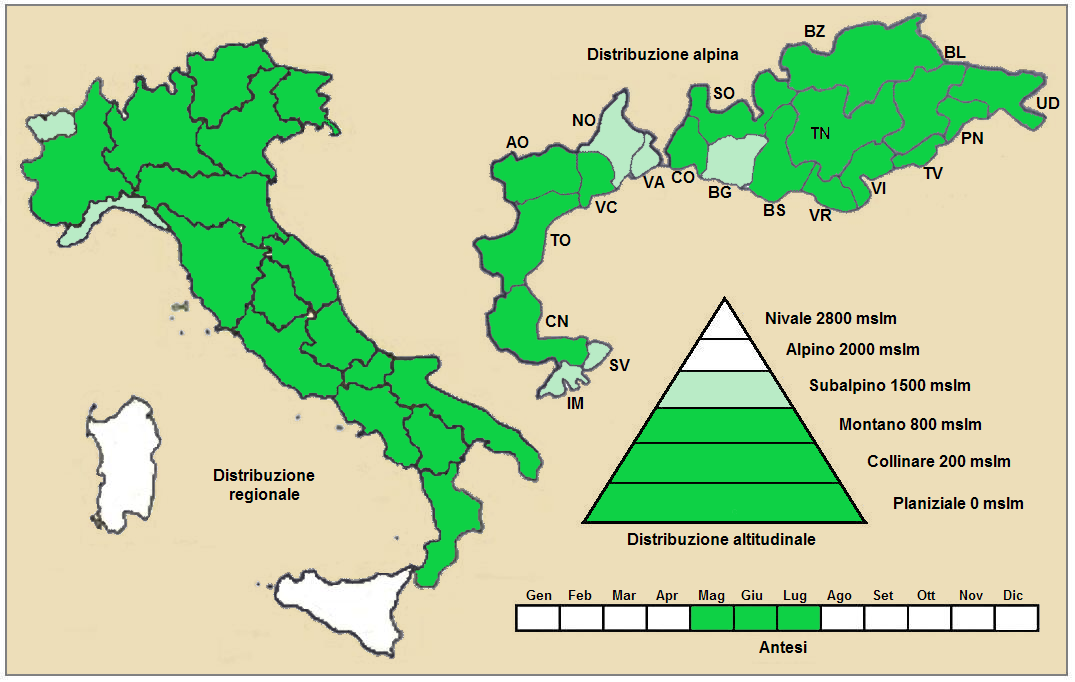
Distribuzione della sottospecie arvensis
(Distribuzione regionale – Distribuzione alpina)

- Nome scientifico: Bromus arvensis subsp. arvensis
- Descrizione: vedere la descrizione generale (è il tipo più comune).
- Fioritura: da maggio a luglio.
- Geoelemento: il tipo corologico (area di origine) è Eurosiberiano o anche Eurasiatico.
- Distribuzione: in Italia è una specie comune su tutto il continente e nelle Alpi (manca nelle isole). Fuori dall'Italia, sempre nelle Alpi, questa specie si trova in Francia (dipartimenti di Alpes-de-Haute-Provence, Hautes-Alpes, Alpes-Maritimes, Drôme, Isère, Savoia, Alta Savoia), in Svizzera (cantoni Berna, Vallese, Ticino, Grigioni), in Austria (Länder del Vorarlberg, Salisburgo, Carinzia e Stiria) e Slovenia. Sugli altri rilievi europei collegati alle Alpi si trova nella Foresta Nera, Vosgi, Massiccio del Giura, Massiccio Centrale, Pirenei e Carpazi.[20] Oltre all'Europa (relativamente all'areale del Mediterraneo) si trova nella Transcaucasia e in Anatolia.[21] Fuori dall'Europa si trova in Cina, Asia del sud-ovest e Africa del nord. In America è una specie introdotta.[12]
- Habitat: gli habitat tipici per questa pianta sono gli orti, i campi, le vigne e le aree ruderali in genere. Il substrato preferito è calcareo ma anche siliceo con pH basico, medi valori nutrizionali del terreno che deve essere secco.[20]
- Distribuzione altitudinale: sui rilievi queste piante si possono trovare fino a 1.500 m s.l.m.; nelle Alpi frequentano quindi i seguenti piani vegetazionali: collinare, montano e in parte quello subalpino (oltre a quello planiziale – a livello del mare).
- Fitosociologia: dal punto di vista fitosociologico alpino Bromus arvensis appartiene alla seguente comunità vegetale:[20]
  - Formazione: comunità terofiche pioniere nitrofile
    - Classe: Stellarietea mediae

#### Sottospeciesegetalis

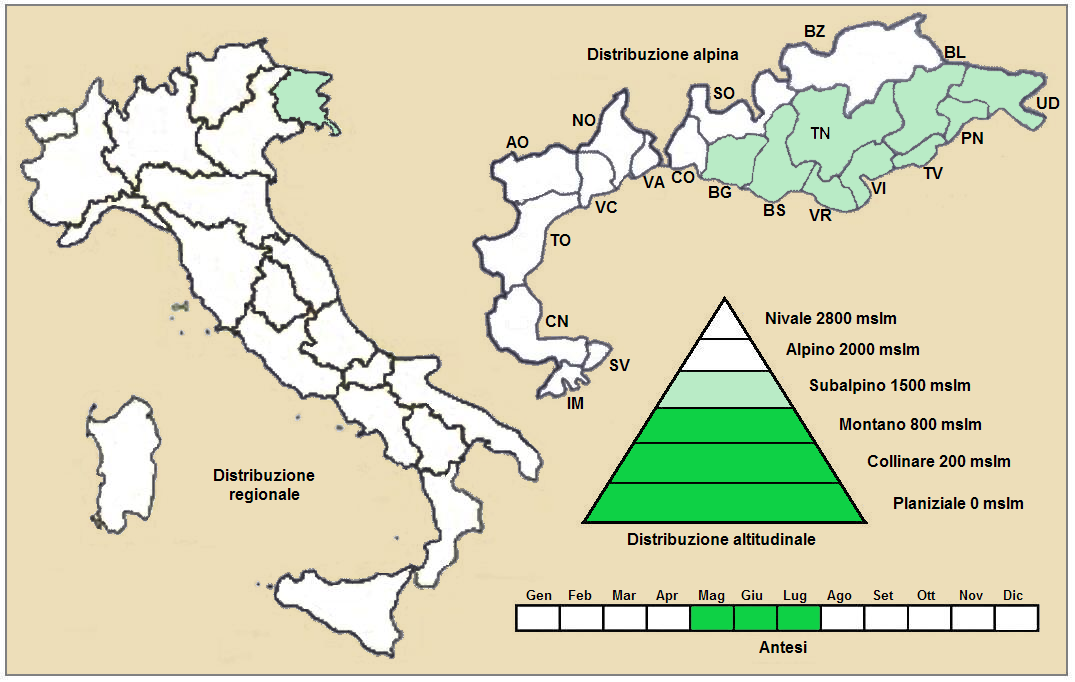
Distribuzione della sottospecie segetalis
(Distribuzione regionale – Distribuzione alpina)

- Nome scientifico: Bromus arvensis subsp. segetalis H. Scholz, 1970[23]
- Descrizione: le piante sono mediamente più alte (8 - 11 dm); lunghezza delle spighette 13 – 15 mm; lunghezza dei lemmi 6 mm.
- Fioritura: da maggio a luglio.
- Geoelemento: il tipo corologico (area di origine) è Orofita - Sud Est Europeo.
- Distribuzione: in Italia è una specie rara e si trova nel Friuli Venezia-Giulia. All'estero si trova nel Tirolo orientale (Austria).[20]
- Habitat: gli habitat tipici per questa pianta sono le colture. Il substrato preferito è calcareo/siliceo con pH basico, medi valori nutrizionali del terreno che deve essere secco.[20]
- Distribuzione altitudinale: sui rilievi queste piante si possono trovare fino a 1.500 m s.l.m.; nelle Alpi frequentano quindi i seguenti piani vegetazionali: collinare, montano e in parte quello subalpino (oltre a quello planiziale – a livello del mare).
- Fitosociologia: dal punto di vista fitosociologico alpino Bromus arvensis appartiene alla seguente comunità vegetale:[20]
  - Formazione: delle comunità terofitiche pioniere nitrofile.
    - Classe: Stellarietea mediae
      - Ordine: Centaureetalia cyani
- Ecologia: è una sottospecie infestante le colture di cereali (su substrato schistoso).

#### Sottospecieparviflorus
- Nome scientifico: Bromus arvensis subsp. parviflorus (Desf.) H.Scholz, 2002[24]
- Distribuzione: Europa centrale e del nord e Penisola Balcanica.

#### Varietàhyalinus
- Nome scientifico: Bromus arvensis var. hyalinus (Schur) Domin., 1935
- Descrizione: le infiorescenze sono maggiormente sviluppate; le glume sono lunghe 5 7 mm; i lemmi sono lunghi fino a 9 mm.

### Specie simili
Una specie simile a quella di questa voce è Bromus brachystachys Hornung, 1833, ma di dimensioni minori (2 - 5 dm di altezza). È distribuita nell'Europa orientale (Ungheria).

### Sinonimi
Questa entità ha avuto nel tempo diverse nomenclature. L'elenco seguente indica alcuni tra i sinonimi più frequenti:
- Avena arvensis (L.) Salisb.
- Bromus arvensis f. compactus (Asch. & Graebn.) Todor
- Bromus arvensis var. compactus Asch. & Graebn.
- Bromus arvensis f. degener (Schur) Todor
- Bromus arvensis var. degener Schur
- Bromus arvensis f. diffusus (Schur) Todor
- Bromus arvensis var. diffusus Neilr.
- Bromus arvensis var. diffusus Schur
- Bromus arvensis var. diffusus (Neilr.) Todor
- Bromus arvensis var. fragilis Schur
- Bromus arvensis var. giganteus Zapal.
- Bromus arvensis subsp. hyalinus (Schur) Domin
- Bromus arvensis var. hyalinus (Schur) Schur
- Bromus arvensis var. inermis Schumach.
- Bromus arvensis var. intermedius Mutel
- Bromus arvensis var. laxus Asch. & Graebn.
- Bromus arvensis var. nutans Neilr.
- Bromus arvensis var. oliganthus Hartm.
- Bromus arvensis var. phragmitoides (A. Nyár.) Borza
- Bromus arvensis subsp. segetalis H.Scholz
- Bromus arvensis var. sericostachys Halácsy
- Bromus arvensis var. splendens (Velen.) Velen.
- Bromus arvensis var. triflorus Asch. & Graebn.
- Bromus arvensis var. turcicus Pénzes
- Bromus arvensis var. velutinus Hausskn.
- Bromus arvensis var. versicolor Schur
- Bromus arvensis f. violaceus (Asch. & Graebn.) Todor
- Bromus billotii F.W.Schultz
- Bromus erectus var. arvensis (L.) Huds.
- Bromus fragilis Schur
- Bromus hyalinus Schur
- Bromus mollissimus Hornem.
- Bromus multiflorus Weigel
- Bromus phragmitoides Nyár.
- Bromus polymorphus Steud.
- Bromus polystachyus Steud.
- Bromus secalinus subsp. billotii (F.W.Schultz) Asch. & Graebn.
- Bromus secalinus var. billotii (F.W.Schultz) Asch. & Graebn.
- Bromus spiculitenuata Knapp
- Bromus splendens Velen.
- Bromus ventolana Schleich. ex Steud.
- Bromus versicolor Pollich
- Bromus verticillatus Cav.
- Forasaccus arvensis (L.) Bubani
- Serrafalcus arvensis (L.) Godr.
- Serrafalcus arvensis var. pilosus Husn.
- Serrafalcus billotii (F.W.Schultz) Rouy
- Serrafalcus duvalii Rouy
- Serrafalcus verticillatus (Cav.) Amo